# Coppa di Rudge
La Coppa di Rudge è una piccola coppa in bronzo smaltata trovata nel 1725 a Rudge, nei pressi di Froxfield, nel Wiltshire, in Inghilterra. La Coppa è stata ritrovata in un pozzo sul sito di una villa romana . È importante poiché elenca cinque dei forti nella sezione occidentale del Vallo di Adriano, aiutando così gli studiosi a identificare correttamente i forti. Le informazioni sulla Coppa sono state confrontate con le due maggiori fonti di informazione riguardanti i forti del Vallo di Adriano, la Notitia Dignitatum e la Cosmografia di Ravenna.
La Coppa è in possesso del Duca di Northumberland ed è esposta al Castello di Alnwick. Una replica della Coppa è esposta al British Museum.

## Descrizione e utilizzo
La Coppa è alta 46 mm, con un diametro di 89-93 mm (una volta circolare, ora un po' schiacciato). La base, ora mancante, aveva un diametro di 58 mm. La smaltatura Champlevé si articola in tre zone: una zona inferiore costituita da una griglia di rettangoli; una zona centrale composta da quattordici rettangoli alternati (suddivisi in quattro rettangoli più piccoli con merlature sulla sommità), alternati a un disegno a foglia; un terzo canale stretto e scanalato nella parte superiore contenente le lettere riportate sotto.
Si ritiene che la Coppa un tempo facesse parte di una serie di ciotole ornamentali come dono. Tuttavia, il fatto che non vi sia alcun segno di una coppa simile che copra i settori centrale e orientale del Vallo suggerisce il contrario. Se la Coppa fosse un dono per un soldato in pensione, un vaso per libagioni o un regalo da fare ad altre persone è qualcosa che probabilmente non sarà mai chiaro.
La Coppa sembra mostrare un disegno schematico del Vallo di Adriano originariamente in smalti colorati con torrette e castelli miliari, anche se la questione è aperta al dibattito.
L'iscrizione sulla Coppa è la seguente:
. A.MAISABALLAVAVXELODUMCAMBOGLANSBANNA
in una striscia continua. Questo è ora interpretato come:
A MAIS ABALLAVA VXELODUM CAMBOGLANS BANNA
Si ritiene che questi nomi provengano da un itinerario del Vallo da ovest a est, elencando i forti come Mais (Bowness), Aballava ( Burgh-by-Sands ), Uxelodunum (Stanwix), Camboglanna (Castlesteads) e Banna (Birdoswald).

## Datazione e produzione
È probabile che la Coppa risalga ai primi anni del 130 d.C., quando l'interesse e l'orgoglio per il Vallo, appena completato, sarebbero stati al loro apice.
Non è chiaro dove e da chi sia stata realizzata la coppa. Potrebbe non essere stata necessariamente realizzata vicino al Vallo. Sembra possibile che lo stesso artigiano abbia realizzato la Coppa e la Patera di Amiens.

## Altre fonti simili

### Amiens Skillet
L'Amiens Skillet, o Patera di Amiens, è un recipiente di bronzo con un unico lungo manico trovato ad Amiens, in Francia (un luogo di sosta per i soldati romani) nel 1949. È simile alla Coppa di Rudge in quanto ha una rappresentazione del Vallo e un elenco di forti da ovest a est.
L'iscrizione sul bordo è la seguente: MAIS ABALLAVA VXELODVNVM CAMBOG. . . S BANNA ESICA
I sei forti elencati sulla Patera di Amiens corrispondono ai cinque forti presenti sulla Coppa di Rudge, con l'aggiunta di Aesica (Great Chesters). L'elenco differisce dalla Notitia Dignitatum e dalla Cosmografia ravennate, in quanto manca Magnis (nota anche come Forte romano di Carvoran), che dovrebbe trovarsi tra Banna (Birdoswald) e Aesica (Great Chesters). Si ritiene che questa omissione sia dovuta al fatto che Magnis non si trovava effettivamente sul Vallo, ma si trovava a sud del Vallum, essendo stato originariamente costruito per proteggere lo Stanegate.
La patera è alta 56 mm, con un diametro di 100 mm; la lunghezza del manico è di 90 mm. Sotto l'iscrizione una linea rossa, merlata, raffigura (in maniera figurata) un muro e sette torri. La base è decorata da rettangoli, forse raffiguranti fondamenta in muratura, colorati in smalto blu e verde.

### Staffordshire Moorlands Pan

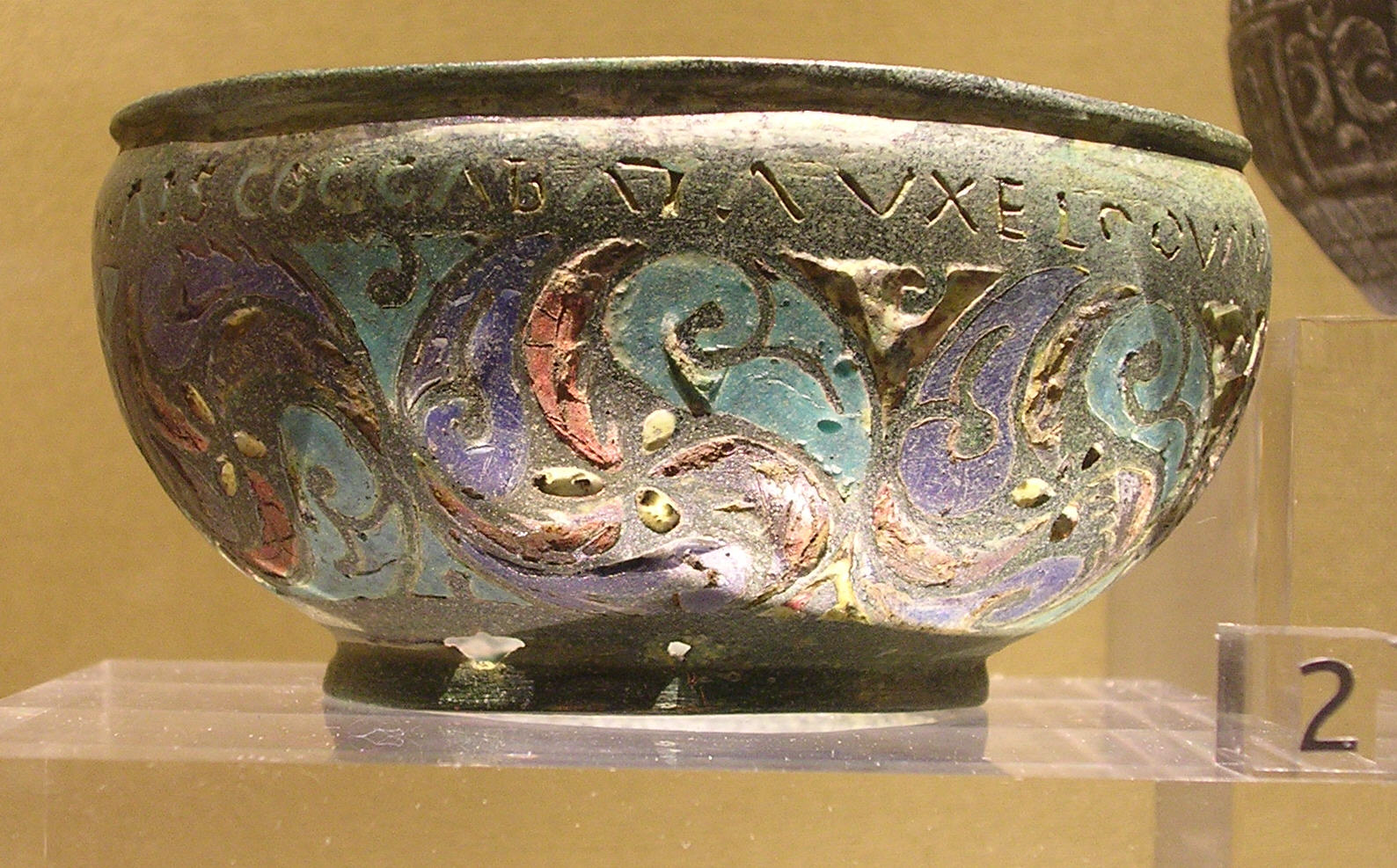
La Patera di Staffordshire Moorlands

Lo Staffordshire Moorlands pan, noto anche come Ilam Pan o Patera di Staffordshire Moorlands è un recipiente per la cottura e per il servizio da tavola in bronzo, dal diametro di 89,5 mm, trovato nel distretto di Staffordshire Moorlands nel 2003. Ha una elaborata decorazione smaltata in stile celtico e aveva un unico manico, ora perduto. Elenca i nomi di diversi forti romani nel settore occidentale del Vallo di Adriano e anche l'antico nome del Muro nella forma Val[l]i Aeli, il "confine di Aelio", utilizzando una parte del nome di Adriano che per intero era Publius Aelius Hadrianus.
Il testo è il seguente: MAIS COGGABATA VXELODVNVM CAMMOGLANNA RIGOREVALI AELI DRACONIS
I quattro forti elencati non corrispondono ai primi quattro forti elencati nella Coppa di Rudge e nella Patera di Amiens. Il secondo forte sulla Patera di Staffordshire Moorlands è Coggabata (Drumburgh), mentre gli altri due recipienti hanno Aballava (Burgh by Sands) come secondo forte. La ragione di questa discrepanza non è chiara, ma le piccole dimensioni di Coggabata potrebbero spiegare la sua omissione dalla Coppa di Rudge e dalla Patera di Amiens. Si pensa che Rigorevali Aeli significhi Sulla linea del Vallo di Adriano. Draconis si riferisce probabilmente al produttore o alla persona per cui è stato realizzato il recipiente.